# Papel vergé

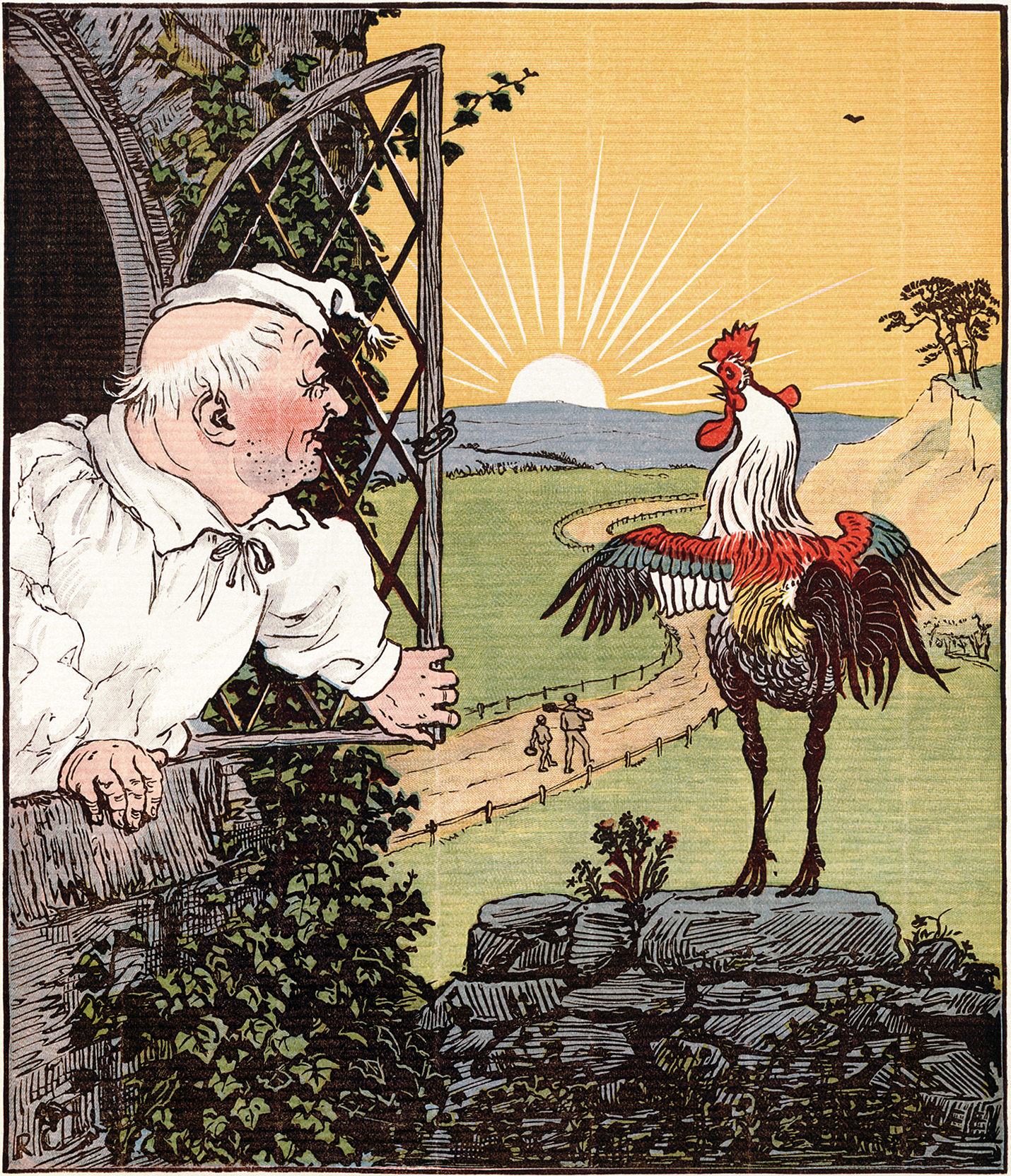
Ilustração por Randolph Caldecott em papel vergé, 1887.

O papel vergê ou papel vergé (do francês vergé, "raiado") é um tipo de papel mais rígido e grosso que o papel sulfite, porém mais macio e fino que a cartolina. Visto contra a luz, deixa perceber por transparência pequenas linhas paralelas horizontais, resultantes do processo de fabricação, e sua textura é levemente rugosa, tornando-o ideal para desenhos feitos a lápis grafite ou colorido. O seu uso foi muito reduzido durante o século XIX, mas ainda é comumente usado actualmente por artistas para fazer desenhos a carvão e para a confecção de convites de casamento.